# Хале (Германия)
Хале (нем. Haale) — община в Германии, в земле Шлезвиг-Гольштейн. 
Входит в состав района Рендсбург-Экернфёрде. Подчиняется управлению Ефенштедт.  Население составляет 495 человек (на 31 декабря 2010 года). Занимает площадь 13,04 км².